# 大伯納拉島
大伯納拉島是蘇格蘭的島嶼，位於大西洋海域，面積21.22平方公里，最高點海拔高度80米，主要經濟活動是捕捉龍蝦，最高點海拔高度87米，2001年人口233。
58°13′48″N 6°51′0″W / 58.23000°N 6.85000°W